# Беседін Сергій Миколайович
Беседін Сергій Миколайович (12 лютого 1949, м. Маневичі Волинської області — 5 травня 2006, м. Львів) — український лікар, професор кафедри загальної хірургії Львівського національного медичного університету імені Данила Галицького (1997-2006).

## Життєпис
Закінчив медичний факультет Львівського медичного інституту (1972).
Лікар Миколаївської центральної районної лікарні Львівської обл. (1972-1976), лікар Львівської обласної клінічної лікарні (1976-1988); старший науковий співпрацівник Московського інституту серцево-судинної хірургії (1989-1993); асистент (1994-1995), доцент (1995-1997), професор (від 1997) кафедри загальної хірургії Львівського медичного університету.
Кандидат медичних наук (1983), доктор медичних наук (1992), доцент (1996).
Напрями наукових досліджень: забезпеченість та обмін вітамінів у хворих на цукровий діабет; питання діагностики та хірургічної корекції вроджених та набутих вад серця і великих судин, зокрема, аномалій дуги аорти.
Автор близько 70 наукових праць, серед них 2 монографії.